# Изаар
Изаар е името на долното облекло, което се носи в Обединените арабски емирства, Сомалия, Джибути, Индонезия, Оман, Йемен, Еритрея, Саудитска Арабия, Катар, Малайзия, Индия, Бахрейн, Бангладеш, Пакистан и части от Източна Африка. Освен това той бива обличан от някои араби в домашни условия. В някои части от Арабския полуостров (Йемен, провинция Джизан и Асир в Саудитска Арабия), той се нарича футах, а не изаар. В някои от тях има пискюли. В Индия и Бангладеш, те се наричат Лунги, а в Сомалия и Джибути носят името макауис.
Подобно облекло, изтъкано от батик, се нарича саронг и се използва от етнически малайци и шриланкци.